# Dollar international
Le dollar international ou dollar Geary-Khamis (symbole Int'l$., Intl$., Int$ ou GK$) est une unité de compte (une monnaie fictive), qui possède le même pouvoir d'achat dans un pays donné que le dollar américain aux États-Unis, à un moment donné. L'année 1990 sert le plus souvent de base pour les comparaisons sur plusieurs années. Il a été inventé en 1958 par Roy C. Geary, puis développé par Salem Hanna Khamis entre 1970 et 1972. Le dollar Geary-Khamis est couramment utilisé par les organisations internationales, comme l'Organisation des Nations unies (ONU), la Banque mondiale ou le Fonds monétaire international (FMI),,.

## Présentation
L'idée du dollar international a été proposée par Roy C. Geary (en) en 1958, alors qu'il était consultant pour l'Organisation des Nations unies pour l'alimentation et l'agriculture, afin de pouvoir construire un indice de la production agricole mondiale. Irving Kravis, Alan Heston et Robert Summers de l'université de Pennsylvanie ont ensuite repris la méthode Geary comme base pour l'International Comparison Program (en) (ICP), un projet dont l'objectif est de publier des statistiques comparables entre pays sur le produit intérieur brut et ses composantes.
La méthode a été développée par Salem Hanna Khamis entre 1970 et 1972, qui a influencé son adoption par l'ICP. Khamis a en particulier fourni une liste de conditions nécessaires et suffisantes pour que la méthode de calcul fournisse des prix internationaux sensés (non négatifs).
L'ICP a été à son tour utilisé comme base pour l'élaboration des Penn World Tables, une série de statistiques portant sur une centaine de pays à partir de 1950, utilisée dans de nombreux travaux cherchant à fournir une justification quantitative aux facteurs supposés de la croissance économique.
La méthode Geary-Khamis utilise deux approches conjointes, la parité de pouvoir d'achat (PPA), et les prix moyens des matières premières (y compris les denrées). Elle repose ainsi sur la construction d'un « prix international » pour chaque matière/denrée, et d'une parité de pouvoir d'achat pour chaque pays.
Le dollar Geary-Khamis permet d'indiquer la valeur d'une devise à l'intérieur des frontières du pays considéré. Il permet ainsi de faire des comparaisons entre pays et entre années. Par exemple, pour comparer le niveau de vie entre pays, il est plus fiable de comparer le produit intérieur brut par habitant en dollars Geary-Khamis plutôt que suivant les taux de change, qui peuvent varier fortement d'une année à l'autre sans que le niveau de vie ne s'en ressente.

## Calcul
On suppose que PPAj représente la parité de la je devise avec une devise de référence appelée « dollar international ». Le prix international Pi de la matière première i est la moyenne des prix pij dans les différents pays étudiés, pondérée par la quantité consommée dans chaque pays qij. Comme les prix dans chaque pays sont initialement exprimés dans la devise locale, la méthode Geary-Khamis les convertit en dollars internationaux à l'aide des parités de pouvoir d'achat.
Pi s'exprime alors :
{\displaystyle P_{i}={\frac {(p_{i1}q_{i1}/PPA_{1})+(p_{i2}q_{i2}/PPA_{2})+...+(p_{iM}q_{iM}/PPA_{M})}{q_{i1}+q_{i2}+...+q_{iM}}}}
Soit : {\displaystyle P_{i}={\frac {\sum _{j=1}^{M}p_{ij}q_{ij}/PPA_{j}}{\sum _{j=1}^{M}q_{ij}}}}
La parité de chaque devise j est définie par : {\displaystyle PPA_{j}={\frac {\sum _{i=1}^{N}p_{ij}q_{ij}}{\sum _{i=1}^{N}P_{i}q_{ij}}}}.
Dans cette équation, le numérateur représente la consommation totale dans le pays j exprimée en devise locale, et le dénominateur représente la valeur de cette consommation exprimée en dollars internationaux en utilisant les prix internationaux Pi.
Le système Geary-Khamis est un système d'équations linéaires, N équations représentant les prix internationaux, et M équations représentant les parités de pouvoir d'achat, avec (M+N) inconnues. Ce système possède une solution unique si l'une des inconnues est fixée à une valeur arbitraire. Par exemple, si on fixe {\displaystyle PPA_{1}=1}, c'est-à-dire si on exprime les monnaies en fonction de la monnaie du pays 1 utilisée comme unité de compte, toutes les autres parités et tous les prix internationaux peuvent être calculés, et le résultat est unique. La résolution de ce système d'équations se fait en pratique par des méthodes itératives, qui convergent rapidement.

## Propriétés
La méthode de Geary-Khamis est indépendante du pays de référence (pour changer de référence,  il suffit de multiplier toutes les parités par la même valeur). Le système d'équations est résoluble (il admet toujours une solution). Les parités sont transitives.
Les dépenses totales par pays sont additives, c'est-à-dire que pour chaque pays, {\displaystyle \sum _{i=1}^{N}P_{i}q_{ij}={\frac {\sum _{i=1}^{N}p_{ij}q_{ij}}{PPA_{j}}}} (la valeur totale convertie en prix réels à l'aide des PPA est égale à la valeur en prix réels de la quantité produite, et la matrice de consommation q est cohérente entre matières premières et entre pays).
Parmi les inconvénients de cette méthode, les résultats sont sensibles au choix des pays et des matières premières, et les dépenses totales par pays sont sujettes à l'effet Gerschenkron.
Les données exprimées en dollars internationaux ne peuvent pas être converties dans une devise locale en utilisant le taux de change en vigueur ; elles doivent être converties à l'aide de la parité de pouvoir d'achat utilisée lors de la compilation des données.

## Autres méthodes
Le principal concurrent de la méthode Geary-Khamis est la méthode GEKS, d'abord proposée par Corrado Gini dans les années 1930, et redécouverte indépendamment par Eltetö et Koves (1964) et Szulc (1964). La méthode GEKS est utilisée par l'Organisation de coopération et de développement économiques et Eurostat.